# 241. п. н. е.

## Догађаји
- 10. март — Римска република је поразила Картагину у пресудној поморској бици код Егатских острва.
- Потписан Лутацијев мир